# Amphilepida peilei
Amphilepida peilei is een tweekleppigensoort uit de familie van de Galeommatidae. De wetenschappelijke naam van de soort is voor het eerst geldig gepubliceerd in 1921 door Tomlin.